# 司徒华伦
司徒华伦（英語：Warren Horton Stuart，1879年12月8日—1961年12月12日），美南长老会、美北长老会传教士、之江大学校长（1916-1922）。

## 生平
司徒华伦是美南长老会传教士司徒尔之子，1879年12月8日生于中国杭州。1906年学成返回中国传教，驻杭州。1908年娶美南长老会女传教士Annie Pauline Chesnut（-1961年12月12日）。1916年，司徒华伦出任之江大学校长。1922年辞职。1924年聘为金陵神学院名誉教授。1926年改隶美北长老会。1927年离开南京回国。1961年12月12日在美国弗吉尼亚州Arlington去世，享年82岁。